# Cieza (Murcia)
Cieza è un comune spagnolo di 35 200 abitanti situato nella comunità autonoma di Murcia. Situata su una collinetta alla sinistra del fiume Segura, è il capoluogo della Vega Alta del Segura ai limiti della piana dove si scontrarono Romani e Cartaginesi e Massinissa sconfisse i due Scipioni. La sua economia è basata sull'agricoltura, in particolare sulla produzione di pesche ed olive.

## Storia
Nel suo territorio la presenza umana risale al Paleolitico come attestano i numerosi ritrovamenti e soprattutto le ben 21 grotte con pitture rupestri disseminate nel territorio del comune dichiarate Bene di interesse culturale della Spagna. 
I primi abitanti stabili dediti all'agricoltura e all'allevamento del bestiame furono gli iberi a cui si aggiunsero i celti che attraversati i Pirenei e, mescolandosi con loro, diedero origine a un popolo detto dei "celtiberi" che abitò la regione dal VII al I secolo a.C. quando furono invasi dai Romani dei quali si hanno importanti testimonianze nelle vicine rovine di Coimbra del Barranco Ancho. 
Con la caduta dell'Impero romano d'Occidente giunsero in Spagna diversi popoli barbari: Alani, Svevi, Vandali, Visigoti. Questi ultimi, già cristianizzati in Gallia, vi si stabilirono e fondarono un unico regno visigoto nell'intera penisola iberica con capitale a Toledo, che presto per lotte interne si frantumò in diversi regni in competizione fra loro. Ciò provocò e favorì l'avvento degli Arabo-Berberi nel 711. 
Fra i Musulmani e Cristiani cominciarono subito le discordie e le lotte finché non vi si mise fine nel 713 con il Trattato di Teodomiro dal nome del re visigoto Teodomiro (Tudmir in arabo) che si accordò con gli Arabi stabilendo i confini delle rispettive zone d'influenza. Così accadde che l'antica città, che diventerà poi l'attuale Cieza, diventò la città araba di Siyâza. Questo nome ha dato luogo al toponimo attuale diventando prima Cieça e poi Cieza. 
I resti ben conservati di questa città esistono nel territorio comunale e sono un interessantissimo "museo a cielo aperto" di documentazione dell'architettura, dell'urbanistica e della vita domestica e sociale di una città araba di quel tempo. Sentendosi però minacciati sia dai Cristiani che dagli Arabi di Granada che volevano ingrandire il loro regno, i capi arabi chiesero di accordarsi con il re di Castiglia Ferdinando III e nel 1243 riuniti nell'alcazar della città riconobbero ufficialmente la sovranità della Castiglia su Cieza in cambio di protezione e assicurazione che avrebbero potuto continuare sd osservare le loro leggi, consuetuduni e religione senza essere disturbati. 
A seguito di questa sorta di protettorato Cieza divenne una città del regno di Castiglia mentre nella fortezza si installarono le truppe castigliane che però esercitarono soprusi e sopraffazioni a danno dei cittadini soprattutto arabi sicché dal 1264 al 1266 vi fu una sollevazione mudéjar. Il re di Castiglia Alfonso X chiese aiuto al suocero Giacomo I d'Aragona che entrò in città con le sue truppe e sedò i disordini, poi distribuì terre ai nobili aragonesi e riconsegnò la Murcia al regno di Castiglia. Questi disordini e sommovimenti causarono uno spopolamento della regione in particolare a Cieza tanto che Alfonso X nel 1272 decise di offrire particolari benefici e privilegi a chi fosse venuto ad abitare a Cieza. 
In seguito nel 1281 il re assegnò la città in feudo all'Ordine di Santiago in cambio della città di Abanilla e l'Ordine rimase signore di Cieza fino al secolo XIX quando in Spagna fu cancellato il potere degli ordini militari.
Durante i secoli XIV e XV continuarono le lotte fra Cristiani e Musulmani, che pur avendo perduto gran parte dei loro territori, avevano ancora conservato il regno di Granada indipendente. Il castello di Cieza fu distrutto, e così pure la città fu distrutta e ricostruita più volte, una parte della popolazione fu fatta prigioniera, finché con la resa di Granada ai Re Cattolici nel 1492 ritornò la pace, i prigionieri poterono tornare in patria e i cavalieri dell'Ordine di Santiago decisero di costruire una fortezza a difesa della città finita nel 1495. 
Nella guerra di successione spagnola, che coinvolse tutta l'Europa, Cieza parteggiò per i Borboni e ne fu premiata dal nuovo re Filippo V di Borbone che le concesse alcuni privilegi. 
Nel 1812 le truppe napoleoniche in ritirata dall'Andalusia la saccheggiarono come fecero per altre città della Murcia. Nello stesso anno per la prima volta si svolsero le elezioni per il Consiglio Comunale che nel 1837 decretò la fine del potere dell'Ordine di Santiago. 
Nel 1868 s'impose una giunta rivoluzionaria, seguirono alcuni anni di disordini che culminarono con la presa di potere da parte dei partiti repubblicani che dichiararono l'indipendenza dalla monarchia e la costituzione di un cantone autonomo. 
In quegli anni inoltre si verificarono degli eventi importanti per lo sviluppo della città: il completamento della linea ferroviaria da Albacete a Cartagena che passava per Cieza e l'arrivo del primo treno nel 1837, la costruzione di un ponte di pietra sul rio Segura nel 1859, e l'inizio di una pur limitata industrializzazione a partire dal 1860. Nei primi anni del Novecento si ebbero dei disordini e il governo di Madrid inviò reparti dell'esercito a sedarli. Con la proclamazione della Repubblica spagnola del 1931 il potere si suddivise fra i partiti repubblicani. 
Durante la guerra civile e il dopoguerra franchista la città subì le stesse conseguenze delle altre città ma senza traumi particolari. Le richieste di manodopera per la ricostruzione provenienti dalla Catalogna e dall'estero nel dopoguerra mondiale determinarono una forte emigrazione. 
Attualmente Cieza gode di un lento sviluppo industriale e di un'importante ripresa dell'agricoltura che si è modernizzata e meccanizzata.

## Monumenti e luoghi d'interesse

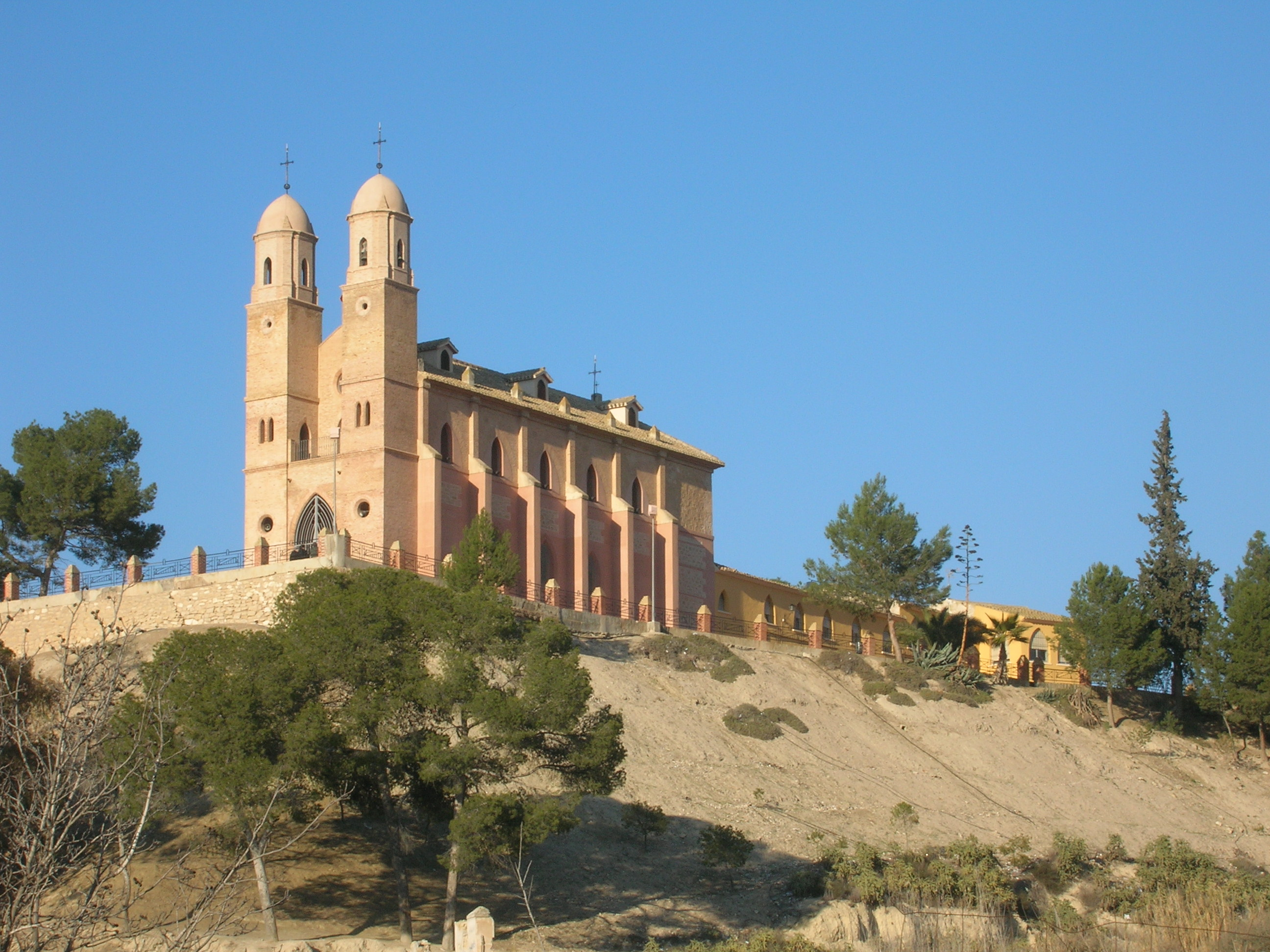
Ermita del santo Cristo del Consuelo

Sono particolarmente interessanti le rovine di Siyâza, la città araba: si possono riconoscere l'Alcaçaba (la fortezza), parte delle Murallas, cinta muraria con tre torrioni quadrangolari, diverse case della Medina, i bagni pubblici, il mercato, la moschea e la grande necropoli. Altrettanto interessanti sono le Cuevas de Jorge, de Las Cabras y de Argo che sono le grotte più belle tra le 21 esistenti nel territorio comunale con arte rupestre. Da vedere inoltre: il Museo de Siyãza con reperti archeologici trovati soprattutto negli scavi della città araba; il Molino de Teodoro, un vecchio mulino acquistato con tutte le attrezzature dal Comune che ne ha fatto un museo didattico; l'Ermita de San Bartolomé, piccola chiesa del XVII secolo; l'Ermita del Santo Cristo del Consuelo in stile neogotico-mudejar del XIX secolo; l'Iglesia de San Joaquin, chiesa del Convento francescano del XVII secolo; l'Iglesia y Monasterio de las Clarisas del XVIII secolo; la Basilica de Asunción del XVIII secolo; i resti di un castrum romano; la Plaza de España, piazza moderna con grande mercato costruita nel 1929. Nelle vicinanze ci sono Fortuna, centro idrominerale con acque solforose e Jumilla, centro vinicolo dominato da un castello del XV secolo.

## Feste

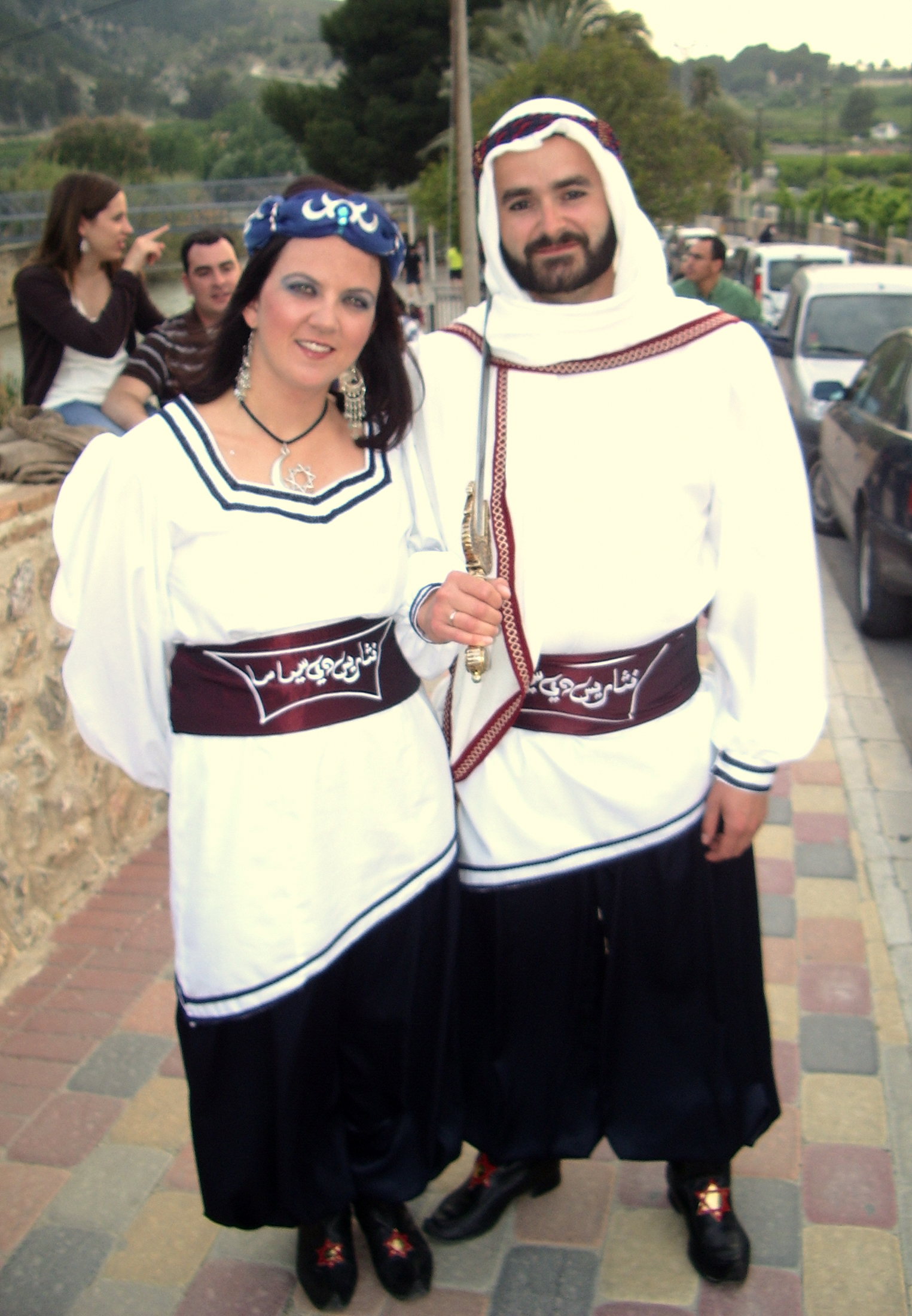
Due partecipanti alla Fiesta de moros y cristianos del 2009

Le feste sono più o meno identiche in tutte le città della Spagna con qualche variante. La settimana santa si differenzia perché nelle processioni formano un vivace contorno e contrasto di colore rispetto alle uniformi tuniche con i colori della confraternita le lucide armature degli Armaos, figuranti vestiti da soldati romani. la Mona de Pascua scampagnata del lunedì di Pasqua in cui è di rigore mangiare le monas e gli hormazos specie di torte di pane con un uovo sodo zuccherato. Naturalmente dopo la merenda all'aperto ci sono la musica e i balli. La Cabalcata y auto de los Reyes Magos festa comune in Spagna che consiste in un corteo di carrozze che seguono i Re Magi nel giorno dell'Epifania fino alla chiesa maggiore della città. Qui la differenza è rappresentata dall'auto dei Re Magi che altrove giungono in carrozza. Le Fiestas historicas del Escudo sono rappresentazioni da parte di gruppi di figuranti in costume di alcune vicende della città e si svolgono all'aperto in aprile, la Fiesta de San Anton si svolge il 17 gennaio con falò nelle strade, balli e musica, la Fiesta del melocoton (festa della pesca) prodotto tipico dell'agricoltura locale, si svolge in luglio o in agosto a seconda dell'andamento stagionale e consiste nella distribuzione gratuita di pesche fresche o confezionate in dolci, gelati o sorbetti, concorsi vari, convegni, attività con musiche e balli tradizionali e diverse gare sportive. La Semana del cine magiko è un festival cinematografico che si svolge all'aperto durante una settimana d'agosto, il Certamen de Teatroè una gara a premi di spettacoli televisivi e teatrali che si effettua in agosto all'aperto, nella seconda quindicina d'agosto si effettua il 'Festival Internacional de Folklore . La Feria y Fiesta de san bartolomé consiste nella fiera di prodotti agricoli e di macchine per l'agricoltura e la festa in onore del patrono della città con sfilata di carri allegorici, concorsi vari e gare sportive. La Romeria de la Virgen del Buen Suceso è un pellegrinaggio nella terza domenica di settembre che, com'è consuetudine delle romerias spagnole, dopo i riti religiosi del mattino si conclude con un pranzo in compagnia all'aperto seguito da musiche, danze e giochi.

### La fioritura

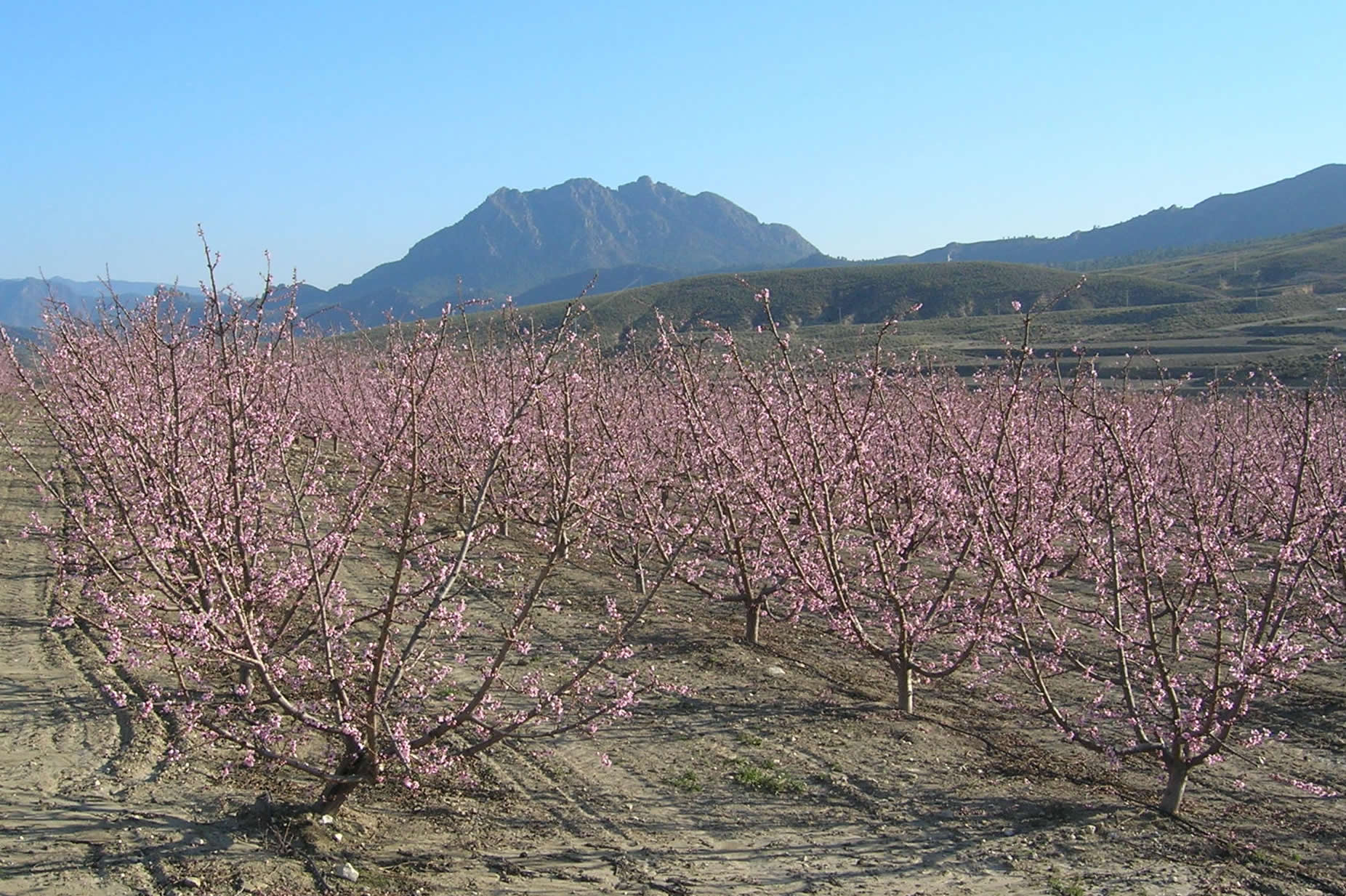
Monte Almorchón e alberi di pesco in fiore

Con l'avvicinarsi della primavera, tra la seconda metà di febbraio e la fine di marzo, il frutteto di Cieza regala un fascino particolare: la fioritura definita “arcobaleno terrestre”. Sebbene non sia classificata come festa, la fioritura si è guadagnata un posto nel calendario e offre attività per godere dello spettacolo naturale della fioritura degli alberi da frutto.